# Џумерка
Џумерка (грч. Τζουμερκα) је планина део планинског ланца тзв. Пинд.
Џумерка је највећи планински ланац Пинда и западне Грчке. Становништво уз планину је цинцарско. На југоисточном обронку планине налази се Црвена црква.
Највиши врх Џумерке је Какардица и диже се на надморској висини од 2.429 m. Следећа највиша је Катафиди са 2.393 m. У његовом северном делу планина је скоро непроходна. У Џумерки се налази хидрографски центар (као тачка пресека) Пинд који раздваја сливна подручја река које тече у Егејско море, Јонско море и Коринтски залив. Из Џумерке произлазе неколико притока реке Ахелоја, коjа раздваја Етолија из Акарнаниjа.
Дужина Џумерке је око 40 km од севера до југа, а ширина од 15 до 20 km од истока ка западу.